# Буркхард VI фон Хоенберг-Наголд
Буркхард VI (VIII) фон Хоенберг-Наголд (на немски: Burchard VI (VIII), Graf von Hohenberg-Nagold; † 1342) от линията Цолерн-Хоенберг на швабската фамилия Хоенцолерн е граф на Хоенберг и Наголд в Магенхайм при Клеброн в Баден-Вюртемберг.

## Произход
Той е син на граф Ото I фон Хоенберг († 12 юли 1299) и Мария фон Магенхайм († 18 октомври 1321), дъщеря на Еркингер V фон Магенхайм († 1308) и Анна († сл. 1308). Внук е на граф Буркхард VI (IV) фон Хоенберг, Хайгерлох, Наголд, Вилдберг († 24 юли 1318) и втората му съпруга Луитгард фон Тюбинген († 13 ноември 1309).
През 1363 г. син му Ото II фон Хоенберг продава Наголд на графовете фон Вюртемберг.

## Фамилия
Буркхард VI (VIII) фон Хоенберг-Наголд се жени пр. 14 февруари 1316 г. за Агнес фон Файхинген, дъщеря на граф Конрад V фон Файхинген „Млади“ († 1352) и Елизабет фон Шлюселберг († 1339). Те имат пет деца:
- Ото II фон Хоенберг († 1379/1385), женен I. за Кунигунда фон Вертхайм († сл. 3 март 1358), II. пр. 13 юли 1371 г. за Ирменгард фон Верденберг († сл. 24 октомври 1379)
- Буркхард VII фон Хоенберг († сл. 1353), собственик на Наголд, свещеник в Хорб.
- Хуго фон Хоенберг († сл. 1411), в свещен орден в Децинген
- Агнес фон Хоенберг († сл. 1423) приорес в Ройтхин (1379 – 1423)
- Мехтилд фон Хоенберг († сл. 1352), монахиня в Ройтин (1352)